# Lingua dei segni maltese
La lingua dei segni maltese o LSM (in maltese Lingwa tas-Sinjali Maltija) è una lingua dei segni utilizzata a Malta.

## Distribuzione geografica
Secondo i dati del censimento maltese del 2014, le persone in grado di utilizzare la lingua dei segni maltese sono 200.

### Lingua ufficiale
La lingua dei segni maltese è lingua ufficiale di Malta, approvata dal Parlamento di Malta nel marzo del 2016.

## Storia
La lingua dei segni maltese si è sviluppata nelle comunità dei sordi in Malta a partire dal XIX secolo. La lingua segnica attuale è affine alla lingua dei segni britannica, alla lingua dei segni italiana ed ai dialetti dei segni della regione maghrebina.